# Dyliżans (komedia)
Dyliżans. Komedia w czterech aktach prozą – czteroaktowa komedia Aleksandra Fredry.
Czas powstania sztuki był kwestią sporną. Przez pewien czas, opierając się na informacjach przekazanych w 1876 przez Józefa Ignacego Kraszewskiego uznawano tę komedię za jeden z najwcześniejszych utworów Fredry, pochodzący z około 1815.
Autograf sztuki zachował się częściowo i jest przechowywany w Ossolineum. Do czasów II wojny światowej istniał też czystopis, z którego zachowała się tylko strona tytułowa z odręcznym dopiskiem Fredry, zawierającym m.in. informację „Komedię tę dałem teatrowi w 825 czy 827”. Na podstawie tej notki przyjmuje się, że sztuka powstała w 1825 lub 1827. W tej samej notatce Fredro przekazał też, że nie był zadowolony ze sztuki. Komedia nie znalazła się w wydaniu zbiorowym komedii z lat 1826–1838. Wydrukowana została dopiero w pośmiertnym wydaniu dzieł Fredry z 1880 (podano tam jednak błędnie, że sztukę wystawiono we Lwowie w 1827). Pierwsza znana inscenizacja komedii odbyła się we Lwowie 22 marca 1833, w Krakowie wystawiono sztukę 4 lutego 1845, zaś w Warszawie dopiero 15 grudnia 1915.
Od połowy XX w. komedia miała przynajmniej osiem inscenizacji, w tym spektakl telewizyjny z 1987 w reżyserii Jerzego Wróblewskiego.